# Vladimir Ivanovič Kremena
Vladimir Ivanovič Kremena (rusky Владимир Иванович Кремена; 7. června 1937 Majkop – 5. prosince 2003 Moskva) byl ruský cirkusový umělec a herec.
Otec byl agronom, který zemřel během války. Matka pracovala jako učitelka ve škole, poté pro komunistickou stranu. Během války byla rodina evakuována na Sibiř. Po škole studoval na tělovýchovném gymnáziu, poté nastoupil do divadelní školy Borise Šukina, ale na radu učitele přestoupil na státní cirkusovou a varietní školu. Studoval umění grotesky u Nikolaje Alexandroviče Kissa. Vedl klaunskou skupinu v cirkuse „Veselá aréna“. Od roku 1970 vystupoval s číslem Hudební groteska a od roku 1972 byl sólistou. Působil ve Státním ruském cirkusu. Také hrál ve filmech.
Vyznamenán jako zasloužilý umělec Ruské federace (1994). Je pohřben na Vostrjakovském hřbitově.

## Filmografie
- 1965 – Город мастеров
- 1969 – Жди меня, Анна
- 1972 – Вашингтонский корреспондент
- 1973 – Быть человеком
- 1973 – Много шума из ничего
- 1975 – Děrsu Uzala
- 1975 – Память
- 1982 – Культпоход в театр
- 1982 – Сказка странствий
- 1983 – Послесловие
- 1983 – Цирк нашего детства
- 1983 – Тайна виллы «Грета»
- 1984 – Пеппи Длинныйчулок
- 1984 – Рассмешите клоуна
- 1985 – Зимний вечер в Гаграх
- 1986 – Полёт в страну чудовищ
- 1988 – Любовь к ближнему
- 1992 – Давайте без фокусов!
- 2002 – Цирк
- 2004 – Марс